# Capella Reial de Granada
La Capella Reial de Granada forma part de la Catedral de Granada. Conté els sepulcres dels Reis Catòlics, llur filla Joana I de Castella i l'espòs d'aquesta, Felip el Bell.

## Història
Es va construir entre 1505 i 1517 per Enrique Egas en estil gòtic i està dedicada als sants Joans, el Baptista i l'Evangelista. Hi van intervenir en la construcció, a més, Juan Gil de Hontañón, Juan de Badajoz el Vell i Lorenzo Vázquez de Segòvia.
Al segle xvi s'identifiquen tres etapes en la construcció gòtica: el seu naixement amb un esperit medieval i la sobrietat de l'edifici i de tota la institució subratllat pel desig de la reina que va voler ser sepultada «vestida en l'hàbit del benaventurat pobre de Jesucrist, sant Francesc»; seguidament un període florit amb l'emperador Carles I, qui adorna el temple i engrandeix la institució. És l'enterrament d'una dinastia i l'aparició del Renaixement, la mostra humanista de la grandiositat de la gesta històrica. Acaba el segle amb Felip II, qui, tot i mantenir el llegat, inicia la construcció d'El Escorial i constitueix l'arxiu General de Simancas com a projectes de futur, i on són traslladades la meitat de les restes reials i la llibreria de la Capella.
La institució viu un període decadent amb alguns canvis en el temple de gust barroc durant el segle xvii, fins a la segona meitat del segle xviii, en què Ferran VI es proposa recuperar-la. Però els canvis polítics de començaments el segle xix porten noves torbacions a la institució junt amb les dificultats econòmiques i a la profunda modificació de les relacions Església-Estat. El règim liberal va acabar amb el règim de Patronat i amb els fonaments originals de la Institució que passa a ser una entitat totalment eclesiàstica.
Amb el Concordat de 1851 s'aconsegueix certa estabilitat seguida d'un Decret Reial de reorganització de les Capelles Reials. Isabel II, que va visitar la Capella el 1862, impulsà un nou ordenament. Amb la Restauració s'aconsegueix un nou equilibri i neix l'interès per la investigació històrica, per la restauració artística i museística. Es manifesta aquesta orientació des dels anys del IV Centenari de les Capitulacions de Granada i el descobriment d'Amèrica. Queden com a fruit d'aquest període les primeres publicacions científiques sobre la Capella i els seus fons artístics.
Ja al segle xx creix l'interès historiogràfic i artístic, arxivístic i musical per la Capella. Per Reial Decret de 1913 és creat el museu capitular. Va cobrant importància el fenomen turístic. Apareixen nous estudis. Es ressalta el significat espiritual de la Capella per a la consciència hispànica. El Concordat de 1953 no canvia el règim de la Capella establert el 1851. La projecció internacional es veu recolzada amb això i amb la sortida d'algunes de les seves obres per a exposicions a l'estranger, valorant especialment la col·lecció de pintura flamenca.
En els últims anys, les intervencions de restauració de l'immoble i dels seus fons són constants. Sobresurten la nova presentació de la Llotja i de la Sagristia-Museu i la restauració del Retaule major. Recentment s'ha produït una restauració amb la col·laboració de la Conselleria de Cultura de la Junta d'Andalusia i de la Fundació Caja Madrid, al costat d'altres aportacions públiques i privades.

## Descripció artística
L'exterior de la capella segueix el mateix model que el monestir de San Juan de los Reyes.
Adherida a la catedral, només presenta una façana exterior amb els altres tres costats units a la catedral, al sagrari i a la llotja, manté però una arquitectura independent. Consta d'una sola nau en volta gòtica nervada, presbiteri vuitavat precedit de grades, un petit creuer i, a l'extrem de la nau, un cor amb arc carpanell i sotacor.
Els murs estan descansen sobre contraforts rematats per florits pinacles coronats amb ampits calats i amb cresteria. Són decorats amb gàrgoles i finestrals, escuts i les inicials dels Reis Catòlics. La façana principal és d'estil plateresc amb una portada amb un arc de mig punt enquadrat per pilastres amb figures de macers i, sobre l'entaulament, un frontispici amb l'àguila bicèfala al centre flanquejada per candelers i amb tres fornícules que acullen l'estàtua de la Mare de Déu amb el Nen amb els dos sants Joans.
A banda i banda de la nau, s'obren quatre capelles, destacant la de la Santa Creu, una capella tancada amb una reixa que conté un retaule barroc dividit en tres carrers i alçat en dos pisos. A la capella també hi ha pintures amb imatges de la Immaculada, sant Joan i sant Josep amb el Nen als braços i dos talles barroques de l'escola granadina en fusta policromada de José Risueño: Ecce Homo i Dolorosa.
Al camí al presbiteri es crea un efecte lluminós preconcebut com idea per simbolitzar el sol i la llum amb la justícia (sentit albertià-neoplatònic). Existeix una jerarquització del transsepte dedicat a mausoleu separat per un reixat decorat.
A la capçalera del temple destaquen, a banda i banda del presbiteri, dues capelletes-fornícules laterals abans de l'altar major que allotgen uns retaules dedicats a santa Apol·lònia i a sant Miquel.

### Cripta
Al centre del creuer els sepulcres d'Isabel i Ferran de Domenico Francelli i els de Joana i Felip fets per Bartolomé Ordóñez.

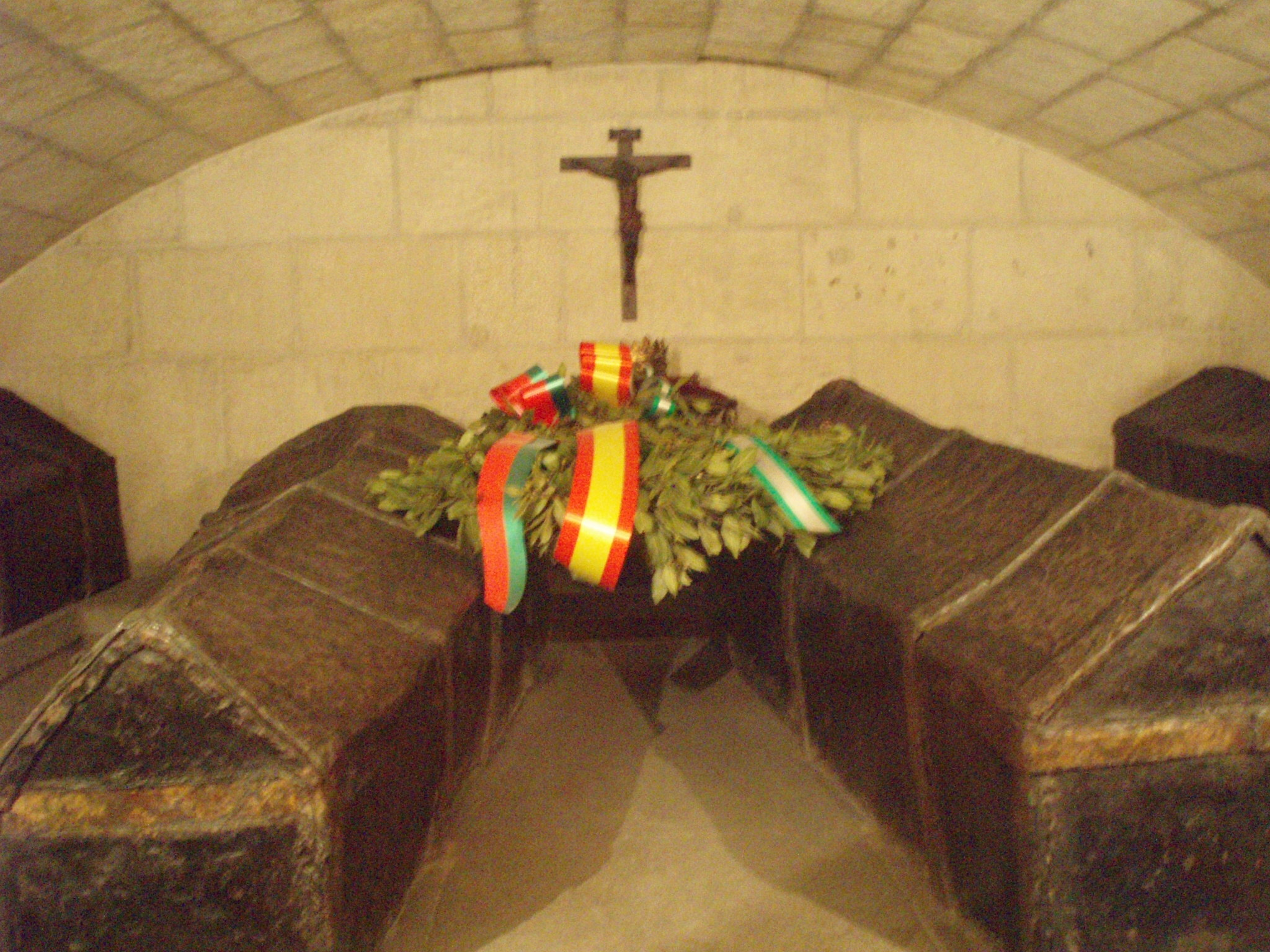
Fèretres dels Reis Catòlics a la Capella Reial

El mausoleu dels Reis Catòlics és obra de l'escultor florentí Domenico Fancelli conclosa en 1517. És una peça exempta de forma troncopiramidal. La figura jacent del rei presenta una iconografia militar amb armadura completa mig coberta per un mantell; les mans descansen sobre la seva espasa. La figura jacent de la reina està vestida amb senzillesa recollint suaument les seves mans superposades sobre el cos.
Als peus dels reis dos petits lleons ajaguts, símbols de la fidelitat i de la vigilància. Als costats del llit sepulcral es troben quatre tondos amb el baptisme de Crist, la Resurrecció, sant Jordi i el drac i Santiago. Flanquegen els tondos una successió de fornícules amb imatges sedents dels dotze apòstols. A les cantonades del mausoleu hi ha estàtues sedents de quatre doctors de l'Església llatina: sant Gregori, sant Ambròs, sant Jeroni i sant Agustí.
Sota les tombes hi ha una petita i austera cripta on estan dipositats els fèretres reials, de plom, identificats per la inicial de cada nom sobre la coberta. Al centre, els dels Reis Catòlics sobre una plataforma de pedra, als costats, sobre el pedrís corregut que circumda l'interior, els fèretres de Joana i Felip i el petit taüt del príncep d'Astúries, Miguel da Pau de Portugal. A la paret frontal un petit crucifix de fusta d'estil gòtic presideix la cripta. També van estar dipositats aquí, abans del seu trasllat a El Escorial el 1754, els cadàvers de l'emperadriu, Isabel de Portugal, de la princesa Maria i dels infants Ferran (1539) i Joan d'Habsburg (1538), fills de l'emperador Carles V.

### Retaule Major
El retaule major (1520-1522), obra de Felipe Bigarny, és considerat un dels primers retaules platerescs llaurats a Espanya. Presenta reminiscències ogivals i ordenació gòtica junt amb naturalisme i riquesa dels elements ornamentals platerescs, una combinació que reflecteix el moment de transició entre dues èpoques —medieval i moderna— i entre dos estils: gòtic i renaixement.
A banda i banda, dues estàtues orants dels reis catòlics són talles de Diego de Siloé.

## Museu
La Sagristia-Museu va ser creada l'any 1913, amb el llegat dels Reis Catòlics. Conté una galeria de pintures amb obres de les escoles flamenca, italiana i espanyola, amb quadres d'autors com Rogier van der Weyden i Hans Memling a més d'un raríssim exemple de Sandro Botticelli (L'oració de l'hort), així com les peces d'orfebreria, com la corona i el ceptre dels Reis Catòlics; teixits i llibres de la Reina.
En l'angle que forma la Capella Reial amb el Sagrari es va construir, l'any 1518, la Llotja, dedicada a la banca i al comerç. Recentment s'ha rehabilitat i pot visitar-se, tant pel seu interès arquitectònic (la façana, els teginats) com pels objectes que exposa en el seu interior (pintures, mobiliari).

## Mestres de Capella
Des de la fundació i durant segles, la Reial Capella va comptar amb mestres que eren al càrrec de la composició i la interpetació de música per a les funcions litúrgiques. També eren responsables de la formació de les veus dels infantillos (o seises) i la cura de l'arxiu. Per accedir al càrrec, els aspirants s'havien de sotmetre a concurs públic amb dures proves de composició i coneixements musicals, el resultat dels quals només podia ser la concessió de la plaça a autèntics artistes. D'entre els lligalls que componen el catàleg de música d'aquesta institució hi ha un gran nombre de lligals de l'obra d'Antonio Cavallero, que va ser nomenat per al càrrec el 1757, substituint Pedro Furió, i el deixà oficialment en morir cap a 1822.

## Galeria

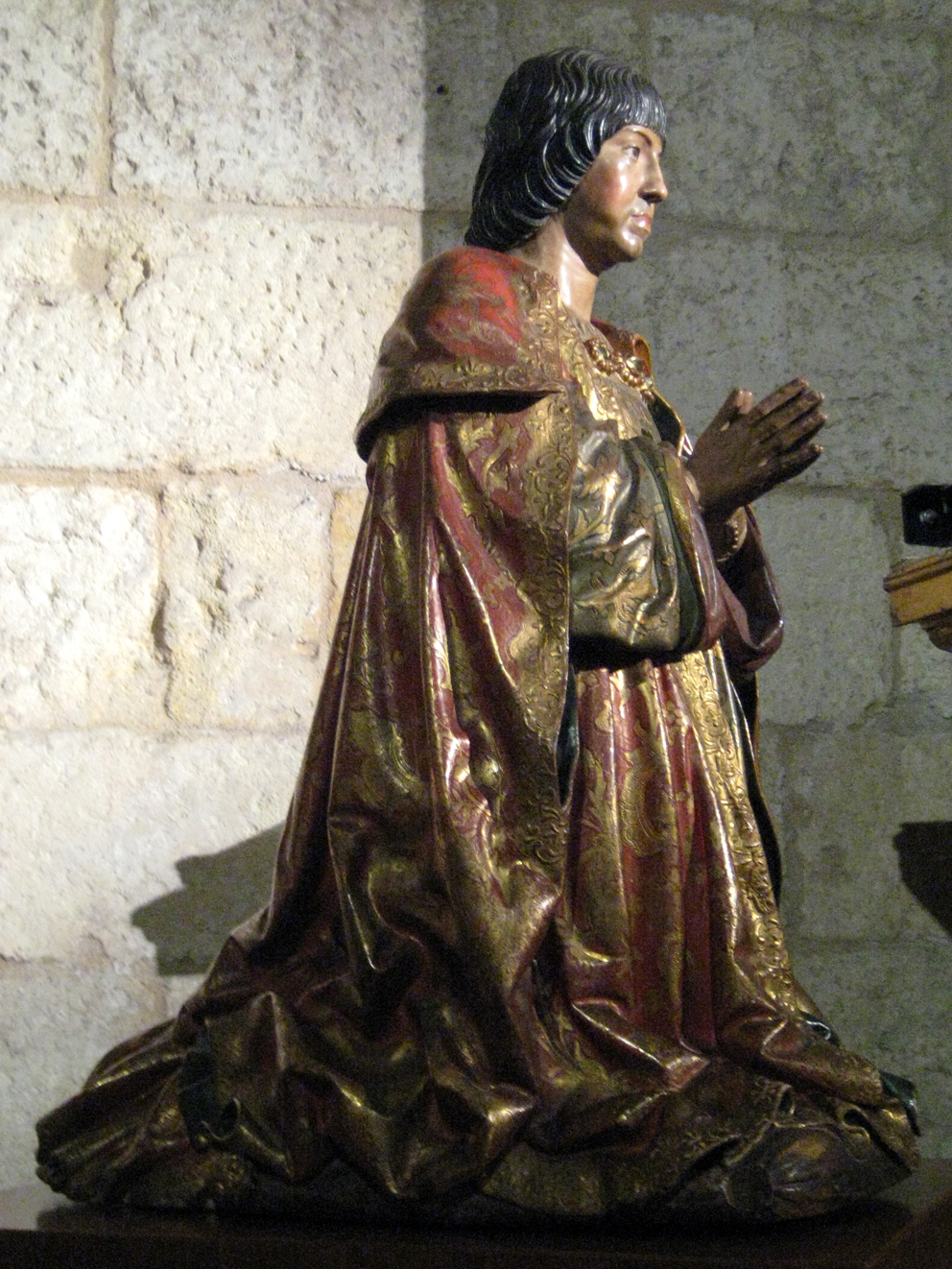
Fernando el Católico, per Diego de Siloé
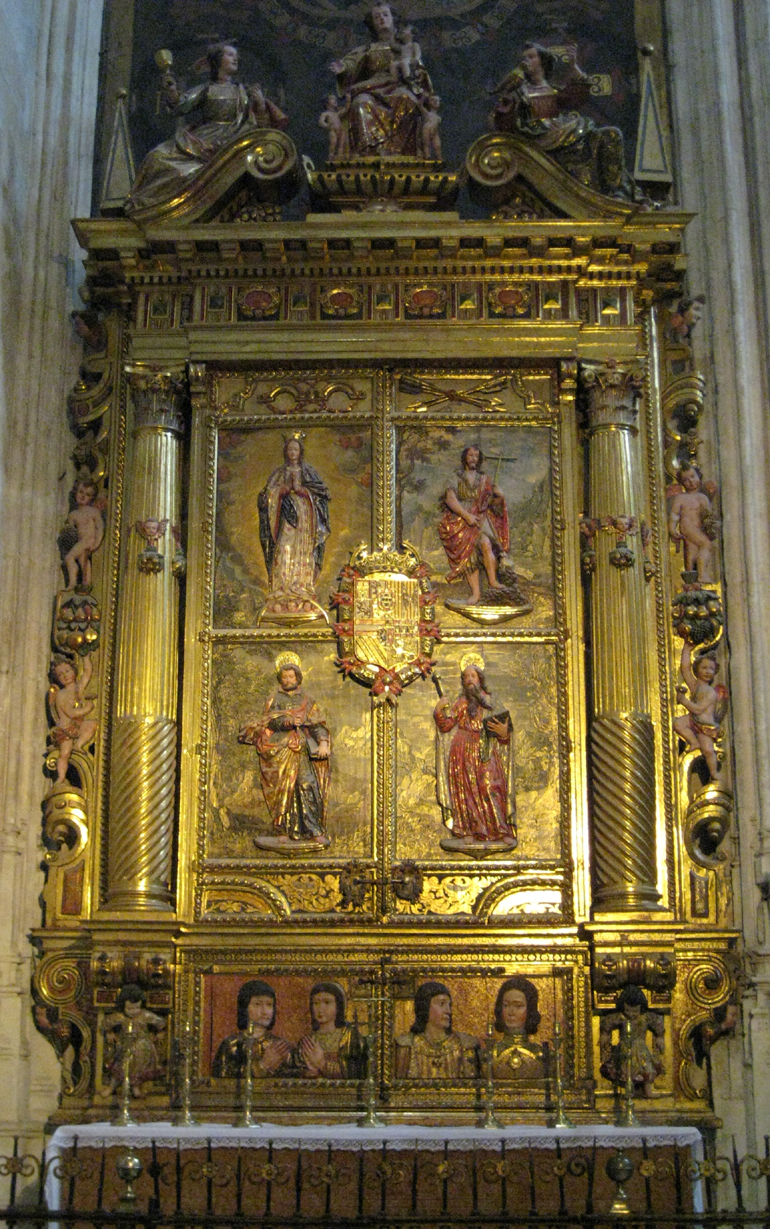
Retaule-reliquiari, obra d'Alonso de Mena
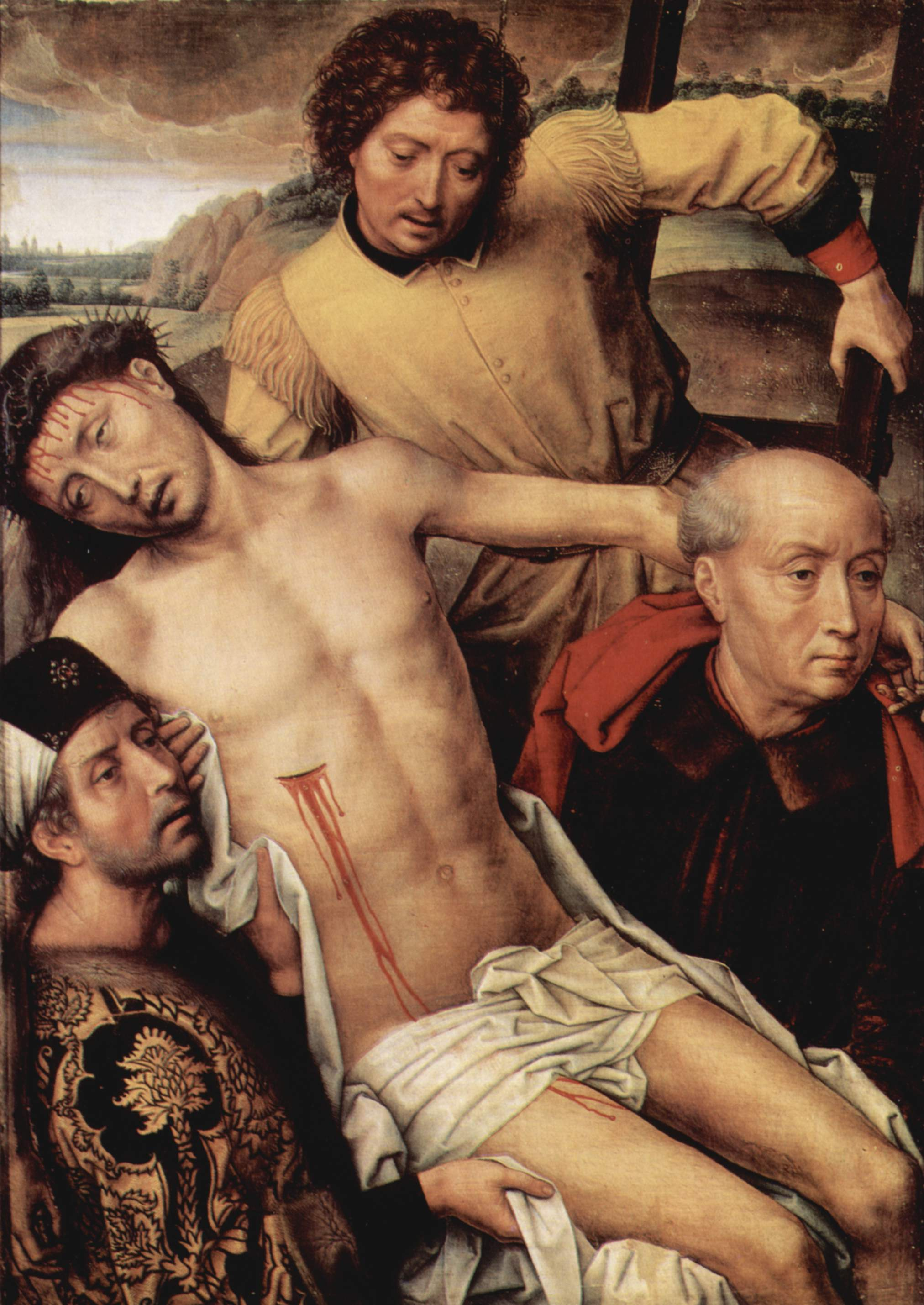
Hans Memling: Davallament de la Creu, h. 1475
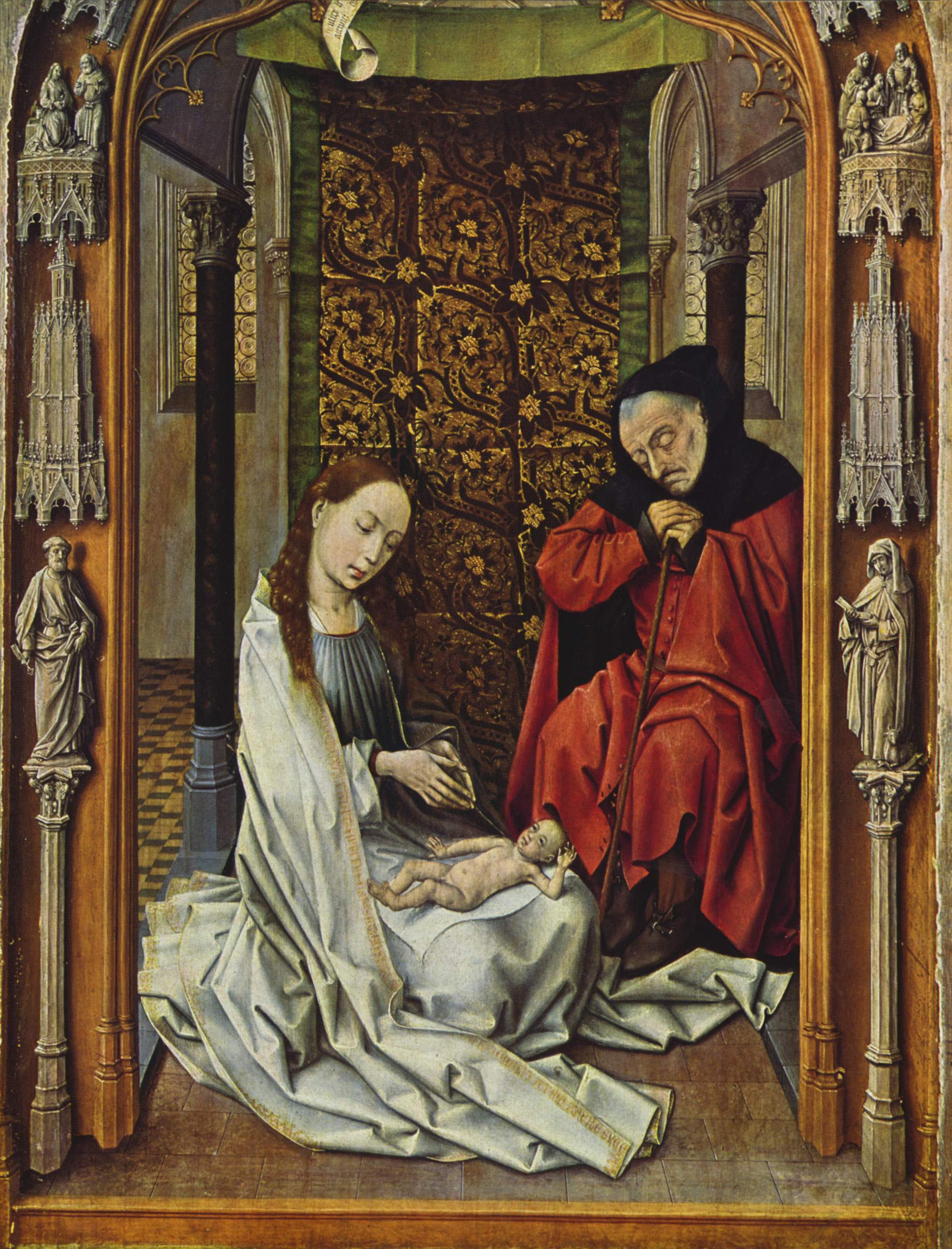
Rogier van der Weyden: Naixement de Crist, 1435-1438
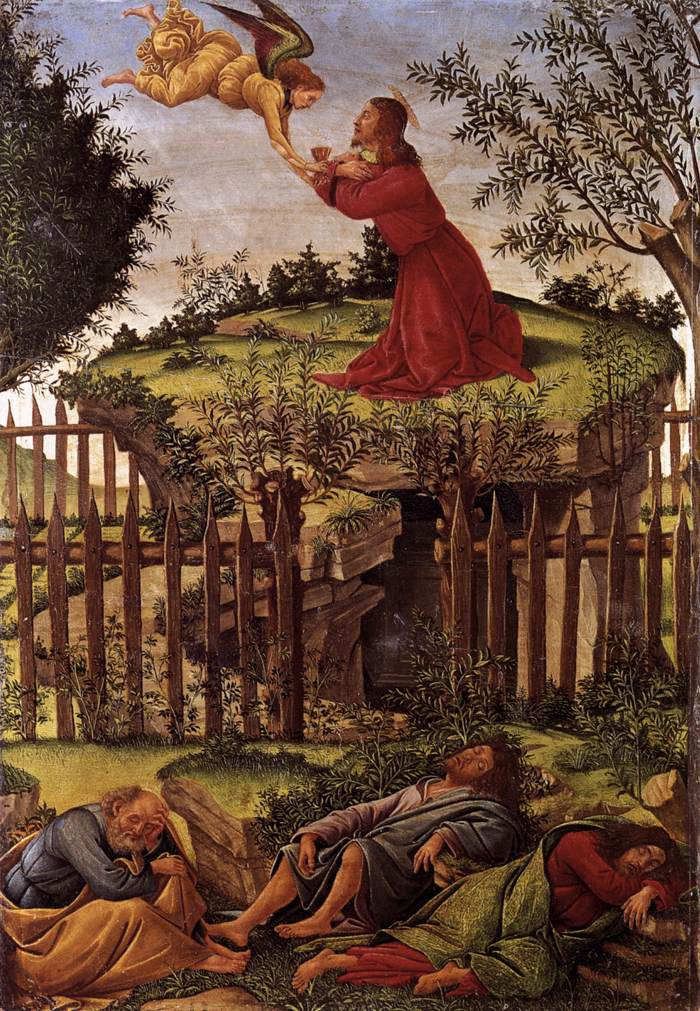
Sandro Botticelli: Oració a l'hort